# Capital (magazine)
Pour les articles homonymes, voir Capital (homonymie).
Capital est un magazine mensuel français traitant d'économie fondé en 1991.
Filiale du groupe Prisma Media, le magazine Capital est contrôlé depuis 2021 par le milliardaire Vincent Bolloré.

## Historique
La première version du magazine Capital est créée en 1956, en Allemagne de l’Ouest.
Le magazine Capital est lancé en France le 25 septembre 1991 par le groupe Prisma Media. À cette époque, il compte 32 salariés dont 20 journalistes. Le magazine a pour rédacteur en chef Rémy Dessarts du n°1 d'octobre 1991 au n°35 d'août 1994 et Jean-Joël Gurviez de septembre 1994 jusqu'en octobre 2009 (n°217). Depuis novembre 2009, son rédacteur en chef est François Genthial.
En 1997, le magazine Capital est attaqué par de nombreux affiliés du groupe de distribution Intermarché pour diffamation à la suite d'un article d'avril 1997 intitulé «Intermarché en panne : les Mousquetaires sont fatigués» ,. Les adhérents ont reçu consigne de retirer ce numéro du magazine de leur kiosque. L'épilogue des procès est évoqué plusieurs années après dans un article[Lequel ?] du magazine. En mars 2016, un article sur l'enseigne au ton positif est publié dans Capital.
Le 8 mai 2007, le site du magazine révèle que c'est sur le yacht personnel de Vincent Bolloré, le Paloma, que se repose Nicolas Sarkozy, tout juste élu président de la République française,.
Le 28 avril 2011, cette revue lance sa première nouvelle formule afin de lutter contre l'érosion des ventes,.
En 2013 et 2014, quatre membres de la rédaction partent des suites de la poursuite de la baisse des ventes. Le magazine ne compte alors plus que quatorze rédacteurs et fait appel à des CDD,.
Entre février 2024 et juin 2025, selon la société des journalistes (SDJ), 17 postes sont « supprimés ou gelés » à Capital, soit « un tiers de la rédaction ».
En juin 2025, la SDJ du magazine annonce avoir voté une motion de défiance à l'encontre d'Élodie Mandel, directrice de la rédaction.

## Palmarès annuel des «100 familles les plus riches de France»
Depuis 2013, chaque année dans son numéro de juillet, le magazine Capital publie le palmarès des « 100 familles les plus riches de France ».
Ce classement est réalisé par l’économiste Benoît Boussemart. Les résultats diffèrent de ceux du magazine Challenges. En effet, les parts détenues par les propriétaires sont évaluées en tenant compte de leur endettement et uniquement à partir de documents financiers publics.
| Rang | Famille de ...               | Société        | Fortune (Milliards d'€) |
| ---- | ---------------------------- | -------------- | ----------------------- |
| 1    | Bernard Arnault              | LVMH           | 69,88                   |
| 2    | Mulliez                      | Groupe Mulliez | 47,26                   |
| 3    | Françoise Bettencourt-Meyers | L’Oréal        | 44,56                   |
| 4    | Axel Dumas                   | Hermès         | 40,73                   |
| 5    | François Pinault             | Kering         | 24,49                   |

Historique du classement : 2020, 2019, 2018,, 2017, 2016,, 2015, 2014 et 2013. Auparavant, des classements sont parus avec d'autres partenaires (1998, 2000 et 2004).
Le magazine publie aussi un palmarès des familles les plus riches par région française.

## Diffusion
| Année | Diffusion France payée | Diffusion France payée | Diffusion totale |
| ----- | ---------------------- | ---------------------- | ---------------- |
| 2000  | 383 518                | NC                     | NC               |
| 2001  | 379 524                | –1,0 %                 | NC               |
| 2002  | 364 757                | –3,9 %                 | NC               |
| 2003  | 351 790                | –3,6 %                 | NC               |
| 2004  | 353 181                | 0,4 %                  | NC               |
| 2005  | 364 293                | 3,1 %                  | NC               |
| 2006  | 368 130                | 1,1 %                  | NC               |
| 2007  | 384 795                | 4,5 %                  | NC               |
| 2008  | 378 433                | –1,7 %                 | NC               |
| 2009  | 352 002                | –7,0 %                 | NC               |
| 2010  | 323 679                | –8,0 %                 | NC               |
| 2011  | 311 320                | –3,8 %                 | NC               |
| 2012  | 294 135                | –5,5 %                 | NC               |
| 2013  | 250 290                | –14,9 %                | NC               |
| 2014  | 232 507                | –7,1 %                 | 242 154          |
| 2015  | 219 343                | –5,7 %                 | 234 304          |
| 2016  | 203 141                | –7,4 %                 | 212 967          |
| 2017  | 199 983                | –1,6 %                 | 208 347          |
| 2018  | 181 190                | –9,4 %                 | 191 218          |
| 2019  | 157 213                | ▼ −13,23 %             | 163 746          |
| 2020  | 138 080                | ▼ −12,17 %             | 143 116          |

Après s'être maintenue au-dessus des 350 000 exemplaires tout au long des années 2000, la diffusion totale de la revue décline grandement à partir de 2007 chutant de 43 % entre 2007 et 2015. En 2018, le magazine réalise 52 % de ses ventes en kiosque contre 70 % en 2010.
Le graphique qui aurait dû être présenté ici ne peut pas être affiché car il utilise l'ancienne extension Graph, désactivée pour des questions de sécurité. Des indications pour créer un nouveau graphique avec la nouvelle extension Chart sont disponibles ici.

## Identité visuelle (logotype)

Logo de 1992 à avril 2015.
Logo depuis le numéro de mai 2015.